# クロットワーシー・ローリー (初代ラングフォード男爵)
初代ラングフォード男爵クロットワーシー・ローリー（英語: Clotworthy Rowley, 1st Baron Langford、出生名クロットワーシー・テイラー（Clotworthy Taylour）、1763年10月31日 – 1825年9月13日）は、アイルランド王国出身の政治家、貴族。

## 生涯
初代ベクティーヴ伯爵トマス・テイラーとジェーン・ローリー（Jane Rowley、1818年6月25日没、ハーキュリーズ・ラングフォード・ローリーと初代ラングフォード女子爵エリザベス・ローリー（旧姓アップトン）の娘）の四男として、1763年10月31日に生まれた。
1791年よりトリム選挙区の代表としてアイルランド庶民院議員を務め、1795年にマンスター復帰不動産管理官（Escheator of Munster）に任命される形で議員を辞任した。その後、同年にミーズ選挙区で再び議員に当選、1800年まで務めた。1799年にアイルランド王国とグレートブリテン王国の合同に反対票を投じたが、1800年に立場を変えて賛成票を投じたため、1800年7月31日にアイルランド貴族であるミーズ県におけるサマーヒルのラングフォード男爵に叙された。
1796年、ミーズ県長官を務めた。
1825年9月13日に自領であるサリー州クーパーズ・ヒル（Cooper's Hill）で死去、息子ハーキュリーズ・ラングフォードが爵位を継承した。

## 家族
1794年、フランシス・ローリー（Frances Rowley、1775年頃 – 1860年4月30日、クロットワーシー・ローリーの娘）と結婚、2男2女をもうけた。この結婚に伴い、クロットワーシー・テイラーは1796年4月25日に姓を「ローリー」に改めた。
- ハーキュリーズ・ラングフォード（1795年 – 1839年） - 第2代ラングフォード男爵
- エリザベス・ジェーン（1864年4月12日没） - 1825年4月7日、海軍軍人ジョージ・ファーグソン（英語版）（1867年3月15日没、植民地官僚ジョージ・ファーグソン（英語版）の息子）と結婚、子供あり
- ハリエット（Harriet） - 1839年4月11日、アントワーヌ・ド・サジェ（Antoine de Satgé、1869年没）と結婚
- リチャード・トマス（英語版）（1812年 – 1887年） - 連合王国庶民院議員。1835年6月24日、シャーロット・シップリー（Charlotte Shipley、1871年6月29日没、ウィリアム・シップリー（英語版）の娘）と結婚、子供あり。1872年7月9日、アリス・ヘンリエッタ・バーナーズ（Alice Henrietta Berners、1884年8月7日没、ヒュー・バーナーズの娘）と再婚。第9代ラングフォード男爵ジェフリー・アレクサンダー・ローリー＝コンウィ（英語版）の先祖にあたる